# Eric Tsang
Eric Tsang (en chino:曾志伟 pinyin: Céngzhìwěi) (Hong Kong, 14 de abril de 1953) es un actor, director de cine, presentador y productor de cine de Hong Kong.

## Biografía
En su juventud fue un jugador de fútbol profesional de su ciudad natal. 
Tiene un hijo, el actor y escritor Derek Tsang, y una hija llamada Bowie Tsang.

## Carrera
Comenzó su carrera en el mundo del espectáculo como doble. 
Apareció en muchas películas de éxito en Hong Kong, ganando premios y nominaciones como actor. Al principio de su carrera, interpretó a feos, amigos fastidiosos y cómicos, luego trabajó con Alan Tam y más tarde se le otorgó un premio como mejor actor. 

## Filmografía

### Programas de variedades
| Año  | Programa      | Notas                        |
| ---- | ------------- | ---------------------------- |
| 2017 | Ace vs Ace    | (ep. #2.01, 2.03) - invitado |
| 2017 | Go, Fighting! | (ep. #3.03) - invitado       |